# Georgina Leonidas
Georgina Leonidas (ur. 28 lutego 1990 roku w Londynie w Wielkiej Brytanii) – brytyjska aktorka.
Wcielała się w rolę Katie Bell w późniejszych filmach o Harrym Potterze. Jej starsza siostra Stephanie i brat Dimitri również są aktorami.

## Wybrana filmografia
- 2008: Baghdad Express jako Maya
- 2009: Harry Potter i Książę Półkrwi jako Katie Bell (głos)
- 2009: Harry Potter i Książę Półkrwi jako Katie Bell
- 2009: Dziewięć jako córka właścicielki posesji
- 2010: Harry Potter i Insygnia Śmierci: Część I jako Katie Bell
- 2011: Harry Potter i Insygnia Śmierci: Część II jako Katie Bell
- 2012: Papadopoulos & Sons jako lekarka